# Egryrlon filaria
Egryrlon filaria är en fjärilsart som beskrevs av Smith 1900. Egryrlon filaria ingår i släktet Egryrlon och familjen nattflyn. Inga underarter finns listade i Catalogue of Life.